# Makaronesa tinctipennis
Makaronesa tinctipennis é uma espécie de insetos himenópteros, mais especificamente de vespas parasíticas pertencente à família Pteromalidae. A autoridade científica da espécie é Walker, tendo sido descrita no ano de 1872. Trata-se de uma espécie presente no território português.